# Manius Manilius
Manius Manilius war ein römischer Politiker, Feldherr und Jurist des 2. Jahrhunderts v. Chr.
Er war etwa 155 v. Chr. als Prätor Statthalter der Provinz Hispania ulterior, wo er erfolglose Feldzüge gegen die Lusitanier führte. 149 v. Chr. wurde er als Erster seiner Familie (homo novus) Konsul und begann den Dritten Punischen Krieg, der sich zu einer Belagerung Karthagos entwickelte, die allerdings erst von seinem Nachfolger Scipio Aemilianus siegreich zu Ende geführt wurde, mit dem ihn eine Freundschaft verband. Er muss 129 v. Chr. noch gelebt haben, da Marcus Tullius Cicero ihn als einen der Gesprächsteilnehmer in seinem Dialog De re publica darstellt.
Erfolgreicher als in seinen Feldzügen war Manilius als Jurist und Redner. Aus einfachen Verhältnissen stammend, unterstützte er römische Bürger bei juristischen Verfahren, die insbesondere den Handel betrafen. Eine Sammlung von ihm erstellten Formularen wird gelegentlich von Varro, Cicero und Brutus zitiert.